# Alexander Korda
Sir Alexander Korda (/ˈkɔrdə/; nascut Sándor László Kellner; hongarès: Korda Sándor; 16 de setembre de 1893 – 23 de gener de 1956) va ser un director, productor i guionista de cinema britànic nascut hongarès, que va fundar els seus propis estudis de producció cinematogràfica i una companyia de distribució cinematogràfica.
Nascut a Hongria, on va començar la seva carrera, va treballar breument a les indústries cinematogràfiques austríaca i alemanya durant l'era del cinema mut, abans de pasar-se a Hollywood de 1926 a 1930 durant el primer dels seus dos breus períodes allà (l'altre va ser durant la Segona Guerra Mundial). El canvi va provocar un divorci de la seva primera dona, l'actriu de cinema hongaresa María Corda, que no va poder fer la transició de les pel·lícules mudes a "talkies" a causa del seu fort accent hongarès.
A partir de 1930, Korda va estar actiu en la indústria cinematogràfica britànica, i aviat es va convertir en una de les seves figures principals. Va ser el fundador de London Films i, després de la guerra, el propietari de British Lion Films, una companyia de distribució de pel·lícules. Korda va produir molts clàssics destacats de la indústria cinematogràfica britànica, com ara La vida privada d'Enric VIII, Rembrandt, La vida futura, El lladre de Bagdad i El tercer home. El 1942, Korda es va convertir en el primer cineasta que va rebre el títol de cavaller.

## Antecedents personals
Korda va néixer Sándor László Kellner en una família jueva a Pusztaturpásztó, Àustria-Hongria. Els seus pares eren Henrik Kellner i Ernesztina Weisz. Tenia dos germans més joves, Zoltan i Vincent, que també van fer carrera al cinema, sovint treballant amb Alexander.

## Inicis de la seva carrera al cinema mut europeu

### Pel·lícules a Hongria
Després de la mort del seu pare, Korda va començar a escriure crítiques de pel·lícules per mantenir la seva família. També va canviar el nom de la família, derivant el nou nom Korda de la frase llatina "sursum corda" ("alceu els vostres cors").
Després d'haver estat excusat del servei militar a l'exèrcit austrohongarès durant la Primera Guerra Mundial, perquè era miop, Korda es va convertir en una figura important de la indústria cinematogràfica hongaresa, inicialment a través de les seves revistes Pesti Mozi , Mozihét i Világ. Això va provocar invitacions per escriure guions. El seu primer guió va ser Őrház a Kárpátokban (1914), que també va ajudar a dirigir. També va fer una pel·lícula amb Gyula Zilahy, A becsapott újságíró (1914), i va dirigir Tutyu és Totyó (1915), A Tiszti kardbojt (1915) i Lyon Lea (1915).
El 1916, Korda va establir la seva pròpia companyia de producció, Corvin Film. La seva primera pel·lícula va ser Fehér éjszakák (1916), que va ser un gran èxit. Korda va convertir a Corvin en una de les companyies cinematogràfiques més grans d'Hongria amb produccions com Mesék az írógépröl (1916), Az egymillió fontos bankó (1916), Ciklámen (1916), Vergödö szívek (1916), A Nevetö Szaszkia (1916), Mágnás Miska (1916), Szent Péter esernyöje (1917), A Gólyakalifa (1917) (de la novel·la de Mihály Babits), i Mágia (1917). orda va considerar més tard Harrison és Barrison (1917) com la seva millor pel·lícula. També va fer Faun (1918), Az aranyember (1918) i Mary Ann (1918).
Sota la curta República Soviètica Hongaresa Korda va fer Ave Caesar! (1919), Fehér rózsa (1919), Yamata (1919) i Se ki, se be (1919). La seva darrera pel·lícula hongaresa va ser A 111-es (1919).
L'octubre de 1919 Korda va ser arrestat durant el Terror Blanc que va seguir a l'enderrocament del govern comunista, però aviat va ser alliberat. Després va marxar d'Hongria cap a Àustria. Mai va tornar al seu país de naixement.

### Pel·lícules a Viena

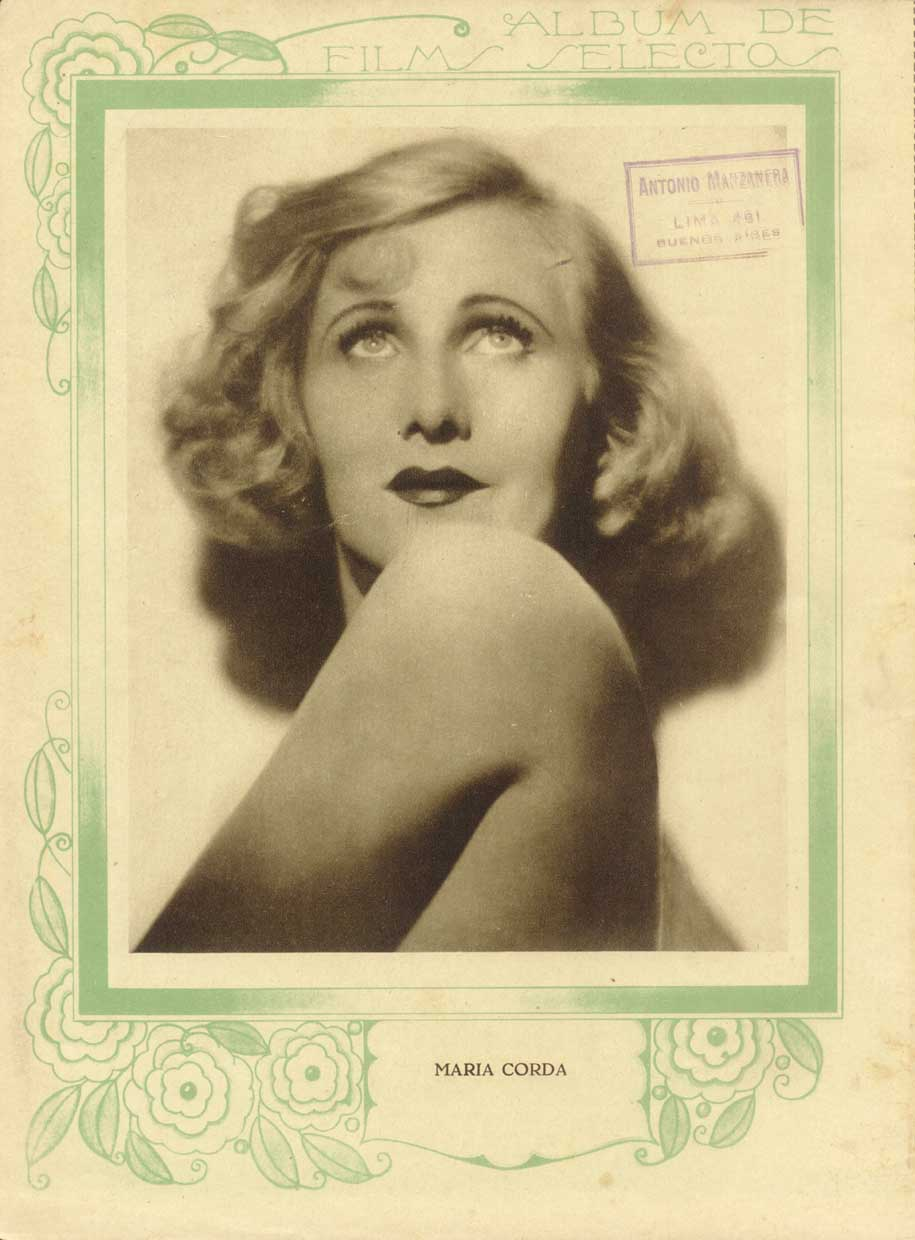
La primera esposa de Korda va ser l'actriu María Corda, que va protagonitzar moltes de les seves pel·lícules mudes a Europa i Amèrica.

Després de marxar d'Hongria, Korda va acceptar una invitació del comte Alexander Kolowrat per treballar per a la seva empresa Sascha-Film a la capital austríaca Viena. Korda va treballar al costat de Kolowrat, que havia atret a diversos directors hongaresos i alemanys destacats a la seva feina, a la històrica èpica Prinz und Bettelknabe (1920). La pel·lícula va tenir un gran èxit internacional i va inspirar a Korda la idea de fer "pel·lícules internacionals" amb un atractiu global de taquilla.
Les dues pel·lícules següents de Korda, Herren der Meere (1922) i Eine versunkene Welt (1922), totes dues eren d'aventures nàutiques basades en novel·les hongareses.
En aquella etapa, Korda s'havia irritat amb la interferència de Kolowrat en la seva obra i va deixar Sascha per fer una pel·lícula independent, Samson und Delila (1922), ambientada al món de l'òpera. La pel·lícula es va fer a una escala luxosa, amb grans escenes de multitud. El llarg programa de rodatge va durar 160 dies laborables. La pel·lícula no va tenir èxit.

### Pel·lícules a Berlín
Korda va sortir de Viena i va viatjar a Alemanya. Tenia problemes freqüents amb els diners, i sovint havia de rebre suport d'amics i socis de negocis, però a Berlín va recaptar fons per al melodrama Das unbekannte Morgen (1923). Amb el suport de la companyia cinematogràfica més gran d'Alemanya, UFA, Korda va tornar a Viena per fer Jedermanns Frau (1924). Mentre era allà, va començar a treballar en la seva següent pel·lícula, la històrica Tragödie im Hause Habsburg (1924), que va retratar l'Incident de Mayerling. Va recuperar al voltant de la meitat dels seus costos de producció. Va seguir amb Der Tänzer meiner Frau (1925), un altre melodrama.
Korda va triar a la seva dona Maria Corda [sic] com a protagonista femenina a totes les seves pel·lícules en alemany. En gran manera, l'èxit de les seves produccions depenia del poder de la seva estrella. Korda la va tornar a llançar a Eine Dubarry von heute (1927), una actualització de la vida de Madame Du Barry basada en un guió original de Lajos Bíró. La pel·lícula podria haver estat pensada per mostrar el potencial estrella de Maria Corda als productors de Hollywood.
Korda va fer la seva darrera pel·lícula alemanya, Madame wünscht keine Kinder (1926), per a la filial de Berlín de l'estudi estatunidenc Fox. Encara que es va fer més tard, es va estrenar abans d'Eine Dubarry von heute.

## A Hollywood i França
El desembre de 1926 Korda i la seva dona van embarcar cap als Estats Units a bord del steamer Olympic, amb la finalitat que Korda prengués un contracte amb l'estudi nord-americà First National. A Hollywood tots dos van lluitar per adaptar-se al sistema d'estudi. Korda va haver d'esperar un temps abans d'aconseguir el seu primer càrrec de director, The Stolen Bride (1927), un romanç de temàtica hongaresa sobre l'amor d'un camperol per una comtessa. La pel·lícula va ser protagonitzada per l'actriu nord-americana Billie Dove en comptes de la dona de Korda.
Després de l'èxit moderat de The Stolen Bride Korda va treballar en la comèdia The Private Life of Helen of Troy (1927), substituint l'anterior director, George Fitzmaurice. La pel·lícula torna a explicar la història d'Helena de Troia, parodiant les èpiques històriques de l'època transformant els personatges clàssics en persones quotidianes amb problemes moderns. La pel·lícula va ser un èxit significatiu per a Korda, amb la seva dona interpretant el paper d'Helen. La pel·lícula va ser el seu treball més satisfactori als Estats Units i va proporcionar la plantilla per al seu èxit posterior a Gran Bretanya.
Després d'aquesta pel·lícula, però, Korda es va encasillar com a directora d'estrelles femenines i llocs estrangers exòtics. Generalment se li van donar tasques similars durant la resta del seu primer període a Hollywood. Les seves següents pel·lícules van ser decepcions, ja que la seva carrera va perdre el seu impuls: Yellow Lily (1928), Night Watch (1928) ambdues amb Dove, i Love and the Devil (1929) amb Maria Korda (que ara escriu el seu nom amb una K). Les dues últimes, si bé encara pel·lícules mudes, tenien efectes de so i música afegit a les seves bandes sonores durant la transició de Hollywood a les pel·lícules sonores totalment sincronitzades.
La següent pel·lícula de Korda The Squall (1929), amb una jove Myrna Loy, va ser el seu primer film sonor i va presentar un ambient hongarès. Tot i que, com molts altres directors, Korda tenia recels sobre la nova tecnologia, ràpidament es va adaptar a fer pel·lícules sonores.
El matrimoni de Korda va ser tens a Hollywood. L'arribada de les pel·lícules sonores va destrossar la carrera de la seva dona, ja que el seu fort accent la va fer incontractable per a la majoria de pel·lícules americanes. Love and the Devil va ser l'última de les pel·lícules de Korda en què va aparèixer, i només va fer dues pel·lícules més. Es va sentir cada cop més ressentida pel canvi de la seva relació, ja que la seva carrera havia acabat mentre la de Korda, que abans havia confiat en ella per a l'èxit de les seves pel·lícules, estava relativament en alça. El seu matrimoni es va ensorrar i es van divorciar el 1930.
Korda va fer dues pel·lícules sonores més a First National: Her Private Life (1929) i Lilies of the Field (1930), ambdues remakes de pel·lícules mudes anteriors.
Korda es va frustrar més a Hollywood, ja que no li agradava molt el sistema d'estudi. Esperava estalviar prou diners per tornar a Europa i començar a produir-hi a gran escala, però la seva luxosa despesa personal i les grans quantitats que va perdre al Crac del 29 ho van impedir. Quan el seu productor, Ned Marin, es va traslladar de First National a la Fox Film Corporation Korda el va seguir. El nou contracte de Korda li donava 100.000 dòlars anuals.

### Fox
La seva primera pel·lícula per a Fox, Women Everywhere (1930), va costar una mica més que alguns dels programadors de sèrie B que havia dirigit anteriorment als Estats Units. Va col·laborar amb diverses figures que contribuirien al seu futur èxit a Gran Bretanya. A Korda se li va oferir una sèrie de guions, cap els quals no li agradaven, abans que finalment acceptés fer The Princess and the Plumber (1930). La reticència de Korda a fer la pel·lícula va provocar el seu conflicte amb els caps de l'estudi, que va posar fi a la seva primera etapa a Hollywood.

### Pel·lícules a França
Korda va anar a França on va fer Die Männer um Lucie (1931) per Paramount. També va fer Rive gauche (1931).
Korda va tenir èxit amb Marius (1931) protagonitzada per Raimu sobre l’obra de Marcel Pagnol. Va seguir amb Längtan till havet (1931), i Zum goldenen Anker (1932).

## Al Regne Unit
Korda es va traslladar a Londres on va fer Service for Ladies (1932) per a Paramount. Va produir Women Who Play (1932) per a ells.

### Pel·lícules de Londres
Llavors Korda va decidir formar la seva pròpia empresa. El 1932 va fundar London Films. La seva primera producció va ser Wedding Rehearsal (1932). Després va produir Men of Tomorrow (1932), codirigida pel seu germà Zoltan Korda, That Night in London (1932) protagonitzada per Robert Donat, Strange Evidence (1933), Counsel's Opinion (1933), i Cash (1933).

#### La vida privada d'Enric VIII
Korda va tenir un gran èxit amb La vida privada d'Enric VIII (1933), que va dirigir. Va ser nominada a l'Oscar a la millor pel·lícula, va establir Korda internacionalment i va fer una estrella de Charles Laughton.

#### Després deLa vida privada d'Enric VIII
Korda el va seguir amb The Girl from Maxim's (1933), que va rodar en anglès i francès. Va intentar repetir l'èxit de Henry amb The Private Life of Don Juan (1934) protagonitzada per Douglas Fairbanks, dirigida per ell, i The Rise of Catherine the Great (1934) que no va dirigir. Cap dels dos ho va fer tan bé com Henry.
Korda va produir un curt molt respectat, The Private Life of the Gannets (1934), i va tenir un gran èxit com a productor de La Pimpinella Escarlata (1934). També va ser popular Sanders of the River (1935) protagonitzada per Paul Robeson i dirigida pel seu germà, i The Ghost Goes West (1936) protagonitzada per Donat. Els seus altres crèdits com a productor inclouen Moscow Nights (1936) amb Laurence Olivier, Men Are Not Gods (1936), i Forget Me Not (1936).
Korda va dirigir Rembrandt (1936) amb Laughton, que va ser un èxit de crítica més que comercial. La vida futura (1936), dirigida per William Cameron Menzies, ha arribat a ser considerat com un clàssic. Va ser escrita per H.G. Wells i L'home que podia fer miracles (1936) també és basada en una narració de Wells. Korda també va encarregar i finançar el documental Conquest of the Air (1936).

### Denham
Korda va comprar propietats a Denham (Buckinghamshire), inclosa Hills House, i va construir estudis de cinema a la propietat. Els Denham Film Studios de London Film van ser finançats per Prudential i es van obrir el 1936. El 21 de juny de 1936, Thurston Macauley, Londres, correspon a The New York Times, va presentar un La història titulada "The Korda Workshop at Denham" descrivint la instal·lació, situada en 165 acres de boscos, camps i paisatges fluvials adequats per al rodatge, amb 28 acres d'edificis i un total previst de quinze escenaris sonors de 250 peus per 130 peus (estat de l'art de l'època). No només era "el més actual de tots els estudis del món", sinó una "comunitat completa en si mateixa" des de botigues de foneria i ferreria fins a teatres de projecció, amb "vestiments i banys inusualment bons" i capaç de gestionar fàcilment les multituds de 500. Macauley va assenyalar la construcció especial dissenyada per garantir que fins i tot la boira densa no penetrés als edificis i interferís amb el rodatge, un problema greu a Gran Bretanya durant els mesos d'hivern. Va concloure: "Hollywood, així com la resta del món, estaran observant amb interès el que Korda fa a Denham".
Korda va ser naturalitzat com a subjecte britànic el 28 d'octubre de 1936. Aquell mateix any Korda va ser un important col·laborador de la Comissió Moyne, creada per protegir la producció cinematogràfica britànica de la competència, principalment dels Estats Units. Korda va dir: "Si els interessos estatunidencs aconseguissin el control de les companyies de producció britàniques, poden fer pel·lícules britàniques aquí, però les imatges fetes serien tan americanes com les fetes a Hollywood. Ara estem a punt de formar una escola britànica de cinema... rodant en aquest país."
Korda va produir Fire Over England (1937) amb Olivier i Vivien Leigh. També va intentar una versió de I, Claudius amb Laughton i Merle Oberon, però es va abandonar amb només unes poques escenes rodades.
Korda va fer Dark Journey (1937) amb Conrad Veidt i Leigh, i va tenir un gran èxit amb El noi dels elefants (1937) dirigida pel seu germà a partir d'una història de Rudyard Kipling; va fer una estrella de Sabu.
Korda també va fer algunes pel·lícules més barates: Farewell Again (1938), Storm in a Teacup (1938) amb Leigh i Rex Harrison, The Squeaker (1937), Action for Slander (1937), Return of the Scarlet Pimpernel (1937) i Paradise for Two (1937).
La comtessa Alexandra (1937) amb Donat i Marlene Dietrich va ser una èpica cara que no va aconseguir recuperar els seus diners. The Divorce of Lady X (1938) va ser una comèdia amb Olivier i Merle Oberon.
Korda va tenir un gran èxit amb Rebel·lió a l'Índia (1938), dirigida per Zoltan i protagonitzada per Sabu. Va produir South Riding (1938), The Challenge (1938), The Rebel Son (1939) i Prison Without Bars (1938).
Durant la Segona Guerra Mundial, Korda va fer més pel·lícules de propaganda, com ara Q Planes (1939), amb Olivier, i The Lion Has Wings (1939). Korda va tenir un gran èxit amb una altra pel·lícula d'aventures dirigida per Zoltan, Les quatre plomes (1939).
El 1939 Michael Powell havia estat contractat com a director contractat per Korda amb la força de The Edge of the World (1937). Korda el va posar a treballar en alguns projectes com Burmese Silver que van ser cancel·lats posteriorment. No obstant això, Powell va ser portat per salvar una pel·lícula que s'estava fent com a vehicle per a dos dels jugadors estrella de Korda, Conrad Veidt i Valerie Hobson. La pel·lícula va ser The Spy in Black (1939), on Powell va conèixer per primera vegada Emeric Pressburger. Korda també va produir la comèdia Over the Moon (1939) i el drama Vint-i-un dies junts (1939).
Korda aviat es va trobar amb dificultats financeres i la gestió del complex de Denham es va fusionar amb Pinewood el 1939, formant part de la Rank Organisation.

## Estada a Hollywood
L'esclat de la Segona Guerra Mundial a Europa va fer que El lladre de Bagdad s'hagués de completar a Hollywood, on Korda va tornar a estar assentat durant uns anys. Mentre estava als Estats Units va produir i dirigir That Hamilton Woman (1941) amb Laurence Olivier i Vivien Leigh, i va produir Lydia (1941) amb Oberon. També va supervisar El llibre de la selva (1942), una versió en directe de les històries de Kipling, dirigida per Zoltán Korda. També va tenir una implicació menor a Ser o no ser (1942).

## Retorn a Gran Bretanya
Korda va ser nomenat Knight Bachelor, per la seva contribució a l'esforç de guerra, en els Honors d'aniversari de 1942. El 22 de setembre de 1942 va ser nomenat cavaller en una cerimònia d'investidura al palau de Buckingham per Jordi VI del Regne Unit. Va ser el primer director de cinema a rebre l'honor.
Va tornar a Gran Bretanya el 1943 com a cap de producció de MGM-London films, amb un programa de deu anys de 35 milions de lliures. L'esquema va acabar després d'un any, una pel·lícula i una pèrdua d'un milió de lliures per a MGM. L'única pel·lícula que ha sortit l'acord era Perfect Strangers (1945), dirigida per Korda i protagonitzada per Robert Donat i Deborah Kerr.

### British Lion Films
A través de London Films, Korda va comprar una participació de control de British Lion Films. Va produir A Man About the House (1947).
El 1948, London Films va rebre un pagament avançat de 375.000 £, el pagament únic més gran rebut per una companyia cinematogràfica britànica, per a tres pel·lícules, An Ideal Husband (1947) (que va dirigir Korda), Anna Karenina (1948) i Mine Own Executioner (1948). La companyia va estrenar tres altres pel·lícules, Bonnie Prince Charlie (1948), The Winslow Boy (1948) i L'ídol caigut (1948). The Winslow Boy i L'ídol caigut foren èxits. An Ideal Husband i Anna Karenina van tenir cert reconeixement, però van perdre diners a la taquilla. Bonnie Prince Charlie va ser un fiasco. Korda també es va veure molt perjudicat per la guerra comercial entre la indústria cinematogràfica britànica i estatunidenca a finals de la dècada de 1940. Korda es va recuperar, en part a causa d'un préstec de 3 milions de lliures que va rebre British Lion de la National Film Finance Corporation.
El 1948 Korda va signar un acord de coproducció amb David O. Selznick. El resultat va ser El tercer home (1949) que va ser un èxit tant a nivell crític com econòmic.
London Films va fer diverses pel·lícules amb pressupostos més reduïts: The Cure for Love (1949), The Happiest Days of Your Life (1950), The Angel with the Trumpet (1950), My Daughter Joy (1950), State Secret (1950), The Wooden Horse (1950), Seven Days to Noon (1951), Lady Godiva Rides Again (1951), The Wonder Kid (1951), i Mr. Denning Drives North (1951). Korda també va ajudar a finançar Outcast of the Islands (1952), Home at Seven (1952), Who Goes There ! (1952), The Holly and the Ivy (1952), The Ringer  (1952), Folly to Be Wise (1953), Twice Upon a Time (1953), The Captain's Paradise (1953), i The Story of Gilbert and Sullivan (1953). Cry, the Beloved Country (1951), dirigida per Zoltan, fou aclamadada. The Sound Barrier (1952) de David Lean va ser un èxit. The Man Between (1953) va ser un intent de repetir l'èxit d' El ercer home.
Després, Korda va ajudar a fer The Heart of the Matter (1954), Hobson's Choice (1954).)), The Belles of St. Trinian's (1954) i The Teckman Mystery (1954).
Un esborrany de guió del que es va convertir en Les sabatilles vermelles als anys 30 per a Korda i pensat com a vehicle per a Merle Oberon, amb qui Korda es va casar més tard. El guió va ser comprat per Michael Powell i Pressburger, que el van fer per a J. Arthur Rank. Durant la dècada de 1950 Korda va expressar interès a produir una pel·lícula de James Bond basada en la novel·la de Ian Fleming Live and Let Die, però mai es va arribar a cap acord.

## Últimes pel·lícules
El 1954 Korda va rebre 5 milions de lliures de la City Investing Corporation de Nova York, la qual cosa li va permetre continuar produint pel·lícules fins a la seva mort.
Les seves últimes pel·lícules inclouen The Man Who Loved Redheads (1955), Three Cases of Murder (1955),  A Kid for Two Farthings (1955), The Deep Blue Sea (1955), Summertime (1955) i Tempesta sobre el Nil (1955) un remake de Les quatre plomes. Les seves últimes pel·lícules van ser l'adaptació de Laurence Olivier de Ricard III (1955) i Smiley (1956).

## Vida privada
Korda es va casar tres vegades, primer amb l'actriu hongaresa María Corda el 1919. Van tenir un fill, Peter Vincent Korda, i es van divorciar el 1930. El 1939 es va casar amb l'estrella de cinema Merle Oberon. Es van divorciar sis anys després. Es va casar, finalment, el 8 de juny de 1953 amb Alexandra Boycun (1928–1966).

### Mort
Korda va morir d'un atac de cor als 62 anys a la seva casa de Londres el 1956. Va ser incinerat i les seves cendres van ser dipositades al Golders Green Crematorium a Londres.

## Llegat
Michael Korda, fill de Vincent i, per tant, nebot d'Alexandre, va escriure un roman à clef sobre Merle Oberon, publicat després de la seva mort. Fou titulada Queenie. També va escriure una memòria, Charmed Lives (1979), sobre el seu pare, els seus dos oncles i la resta de la seva nombrosa família extensa.
La British Academy of Film and Television Arts atorga el premi Alexander Korda a la "pel·lícula britànica destacada de l'any.

## Filmografia
Les següents pel·lícules foren dirigides per Korda.
- 1914 A becsapott újságíró
- 1914 Őrház a Kárpátokban (com Korda Sándor)
- 1915 Lyon Lea (com Korda Sándor)
- 1915 A Tiszti kardbojt (com Korda Sándor)
- 1915 Tutyu és Totyó (com Korda Sándor)
- 1916 A Dolovai nábob leánya
- 1916 Ciklámen
- 1916 Mágnás Miska (com Korda Sándor)
- 1916 Mesék az írógépröl  (com Korda Sándor; també guionista)
- 1916 A Nevetö Szaszkia
- 1916 Az egymillió fontos bankó (també guionista)
- 1916 Fehér éjszakák (a.k.a. Fédora; també coguionista)
- 1917 Mágia (com Korda Sándor)
- 1917 Szent Péter esernyöje
- 1917 Harrison és Barrison (també productor)
- 1917 A Gólyakalifa (com Korda Sándor; també productor)
- 1918 Faun (com Korda Sándor; també productor)
- 1919 Se ki, se be (com Korda Sándor; també productor)
- 1919 Ave Caesar! (com Korda Sándor)
- 1919 Az aranyember (com Korda Sándor)
- 1918 Mary Ann
- 1919 A 111-es (com Sándor Korda; també productor)
- 1919 Fehér rózsa (com Korda Sándor)
- 1919 Yamata (com Korda Sándor; també productor)
- 1920 Prinz und Bettelknabe
- 1922 Eine versunkene Welt
- 1922 Herren der Meere
- 1922 Samson und Delila (també productor i coguionista)
- 1923 Das unbekannte Morgen (també productor i coguionista)
- 1924 Jedermanns Frau
- 1924 Tragödie im Hause Habsburg (també productor)
- 1925 Der Tänzer meiner Frau (també guionista)
- 1926 Madame wünscht keine Kinder
- 1927 Eine Dubarry von heute
- 1927 The Private Life of Helen of Troy
- 1927 The Stolen Bride
- 1928 Yellow Lily
- 1928 Night Watch
- 1929 Her Private Life
- 1929 Love and the Devil
- 1929 The Squall
- 1930 Lilies of the Field
- 1930 The Princess and the Plumber
- 1930 Women Everywhere
- 1931 Längtan till havet
- 1931 Marius (com Alexandre Korda)
- 1931 Rive Gauche
- 1931 Die Männer um Lucie (aka Die Männer um Lucie; també productor)
- 1932 Service for Ladies (també productor)
- 1932 Zum goldenen Anker
- 1932 Wedding Rehearsal (també productor)
- 1933 La dame de chez Maxim's (també productor)
- 1933 The Girl from Maxim's (també productor)
- 1933 La vida privada d'Enric VIII (The Private Life of Henry VIII) (també productor)
- 1934 The Rise of Catherine the Great (sense acreditar; també productor)
- 1934 The Private Life of Don Juan (també productor)
- 1936 Rembrandt (també productor)
- 1936 L'home que podia fer miracles (The Man Who Could Work Miracles) (director: algunes escenes – sense acreditar; també productor)
- 1939 The Lion Has Wings (sense acreditar; també productor)
- 1940 El lladre de Bagdad (The Thief of Bagdad) (sense acreditar; també productor)
- 1941 Lady Hamilton (That Hamilton Woman) (també productor)
- 1945 Perfect Strangers (a.k.a. Vacation From Marriage; també productor)
- 1947 An Ideal Husband (també productor)
- 1947 Mine Own Executioner (productor, sense acreditar co-director)

Les següents pel·lícules addicionals van ser produïdes per Alexander Korda però no dirigides per ell:
- 1919 Kutató Sámuel
- 1932 Men of Tomorrow
- 1932 That Night in London
- 1932 Women Who Play
- 1933 Cash
- 1933 Counsel's Opinion
- 1933 Strange Evidence
- 1934 The Private Life of the Gannets (curt documental)
- 1934 La Pimpinella Escarlata (The Scarlet Pimpernel) (també coguionista)
- 1935 Moscow Nights (a.k.a. I Stand Condemned; sense acreditar)
- 1935 Sanders of the River
- 1935 The Ghost Goes West
- 1935 Things Are Looking Up (sense acreditar)[37]
- 1935 Wharves and Strays
- 1936 Conquest of the Air
- 1936 Forget Me Not (sense acreditar)
- 1936 Men Are Not Gods
- 1936 Miss Bracegirdle Does her Duty (curt)
- 1936 The Fox Hunt
- 1936 La vida futura ((Things to Come)
- 1937 Action for Slander (productor executiu)
- 1937 Dark Journey (sense acreditar)
- 1937 El noi dels elefants (Elephant Boy)
- 1937 Farewell Again (a.k.a. Troopship; sense acreditar)
- 1937 Fire Over England (sense acreditar)
- 1937 I, Claudius (incompleta)
- 1937 La comtessa Alexandra (Knight Without Armour)
- 1937 Paradise for Two
- 1937 Return of the Scarlet Pimpernel (productor executiu)
- 1937 Storm in a Teacup (sense acreditar)[37]
- 1937 The Squeaker (a.k.a. Murder on Diamond Row)
- 1938 Prison Without Bars
- 1938 South Riding
- 1938 The Challenge (sense acreditar)
- 1938 The Divorce of Lady X (sense acreditar)
- 1938 Rebel·lió a l'Índia (The Drum a.k.a. Drums; productor executiu sense acreditar)
- 1939 Les quatre plomes (The Four Feathers)
- 1939 Over the Moon
- 1939 Q Planes (a.k.a. Clouds over Europe)
- 1939 The Spy in Black (a.k.a. U-Boat 29)
- 1940 Vint-i-un dies junts (21 Days, a.k.a. 21 Days Together)
- 1941 Lydia (a.k.a. Illusions)
- 1941 Old Bill and Son (sense acreditar)
- 1941 The Great Awakening (a.k.a. New Wine; `producto executiu sense acreditar)
- 1942 El llibre de la selva (Jungle Book)
- 1942 Ser o no ser (To Be or Not to Be) (sense acreditar)[36]
- 1943 The Biter Bit (short)
- 1948 Anna Karenina
- 1948 Bonnie Prince Charlie
- 1949 El tercer home (The Third Man) (també coguionista; sense acreditar)
- 1950 Gone to Earth (U.S. version The Wild Heart; sense acreditar)
- 1951 Outcast of the Islands (productor executiu; sense acreditar)
- 1953 The Man Between (a.k.a. Berlin Story; productor executiu sense acreditar)
- 1955 A Kid for Two Farthings (sense acreditar)
- 1955 Ricard III (Richard III) (sense acreditar)
- 1955 Tempesta sobre el Nil (Storm over the Nile) (sense acreditar)
- 1955 The Deep Blue Sea
- 1956 Smiley (sense acreditar)